# ТГ-5
ТГ-5 — радянський проєкт надважкого танка масою понад 1000 тонн міжвоєнного періоду. Розроблявся в 1931 році конструкторським бюро заводу «Більшовик» ОКБ-5 під керівництвом німецького інженера-конструктора Едварда Гротте.

## Історія створення
У тому 1931 року німецький конструктор-винахідник Е. Гротте запропонував уряду СРСР і Раднаркому два проєкти танка масою близько однієї тисячі тонн. За його задумом це мала бути машина з 3 або 5 баштами, в яких було б встановлено понад десяток гармат, і колосальною бронею. У рух конструкцію повинні були приводити 2 — 4 корабельні двигуни потужністю по 24 000 к. с. кожний, які, згідно з розрахунками, повинні були в поєднанні з гідромеханічною трансмісією забезпечувати танку швидкість до 60 км/год. Танк не був реалізований через надзвичайну громіздкість та складність для освоєння у виробництві конструкції, яка робила його споруду фактично нереальною.
Примітно, що в період Другої світової війни в нацистській Німеччині розглядався проєкт дуже схожої машини, виконаний тим же автором — 1000-тонного танка Ratte.